# Daniel Rodighiero
Daniel Rodighiero, né le 20 septembre 1940 à Saint-Cloud (Seine-et-Oise), est un footballeur international français. Avec 125 buts inscrits sous les couleurs du Stade rennais UC, il est le deuxième meilleur buteur du club depuis 1970. Il a également remporté la Coupe de France 1964-1965.

## Biographie

### En club (1957-1976)
Surnommé « Rodi », « Tête d’Or » ou encore « Monsieur 20 buts » à la suite de son passage au Stade rennais UC, Daniel Rodighiero commence sa carrière en 1958 au Red Star OA sous les ordres de Jean Prouff en deuxième division. Après une seule saison passée au SM Caen, il revient au Red Star OA en 1961. Avec l’Étoile Rouge, il dispute au total 98 matchs et inscrit y 46 buts.
En 1964, il s'engage avec le Stade rennais UC où il retrouve Jean Prouff. Il découvre par la même occasion la première division. Lors de la saison 1964-1965, sa première sous les couleurs des Rouge et Noir, il remporte la Coupe de France contre l'UA Sedan-Torcy. La finale qui a lieu le 23 mai 1965 au Parc des Princes est rejouée puisque après prolongation, le match se termine sur une égalité (match nul, 2-2). Daniel Rodighiero est l'auteur du deuxième but du Stade rennais UC à la 61e minute. Lors du match rejoué trois jours plus tard, le club breton s'impose sur le score de 3-1. Daniel Rodighiero y inscrit un doublé : le premier but à la 47e minute et le deuxième sur penalty à la 86e minute. Lors de ses trois premières saisons avec le Stade rennais UC, il inscrit 20 buts en championnat chaque année. Alors qu'il aurait pu être transféré à la fin de la saison 1968-1969 à l'AS Monaco, les dirigeants bretons décident de bloquer le transfert. Finalement, il part à l'US Valenciennes en décembre 1970. Il aura inscrit au total 125 buts en 226 rencontres avec le Stade rennais UC.
Reconverti au poste de libéro, il termine sa carrière de footballeur sur une montée en D1 avec le Stade lavallois de Michel Le Milinaire, après avoir disputé 110 matchs en quatre saisons. En parallèle de sa carrière à Laval, il travaille comme professeur d'éducation physique.
En 2001 il fait partie de l'équipe du centenaire du Stade rennais, comme avant-centre. En 2016 Ouest-France le désigne comme le huitième meilleur joueur de l'histoire du Stade rennais. En 2022, le magazine So Foot le classe dans le top 1000 des meilleurs joueurs du championnat de France, à la 148e place.

### En sélection (1965)
Daniel Rodighiero est sélectionné à deux reprises avec l'équipe de France. Titulaire le 24 mars 1965 contre l'Autriche (défaite, 1-2) et le 3 juin 1965 contre l'Argentine (match nul, 0-0), les deux matchs se déroulent au Parc des Princes,. Il participe à l'intégralité des deux rencontres.

### Après-carrière
Il vit en Ille-et-Vilaine et anime le Club des internationaux de football (CIF), une association des anciens internationaux français.
Depuis le 25 octobre 1998, un stade porte son nom à Souppes-sur-Loing en Seine-et-Marne.

## Palmarès
- 2 sélections en équipe de France en 1965
- 3 sélections en équipe de France de deuxième division
- Vainqueur de la Coupe de France lors de la saison 1964-1965 (avec le Stade rennais UC)
- Champion de France de deuxième division lors de la saison 1971-1972 (avec l'US Valenciennes)